# Polystachya moreauae
Polystachya moreauae är en orkidéart som beskrevs av Phillip James Cribb och Podz. Polystachya moreauae ingår i släktet Polystachya och familjen orkidéer. Inga underarter finns listade i Catalogue of Life.